# Pordic (commune déléguée)
Pordic [pɔʁdik] (en breton Porzhig) est une ancienne commune française située près de Saint-Brieuc dans le département des Côtes-d'Armor en région Bretagne.
Le 1er janvier 2016, elle fusionne avec sa voisine Tréméloir pour créer la nouvelle commune Pordic dont elle est une commune déléguée.

## Géographie

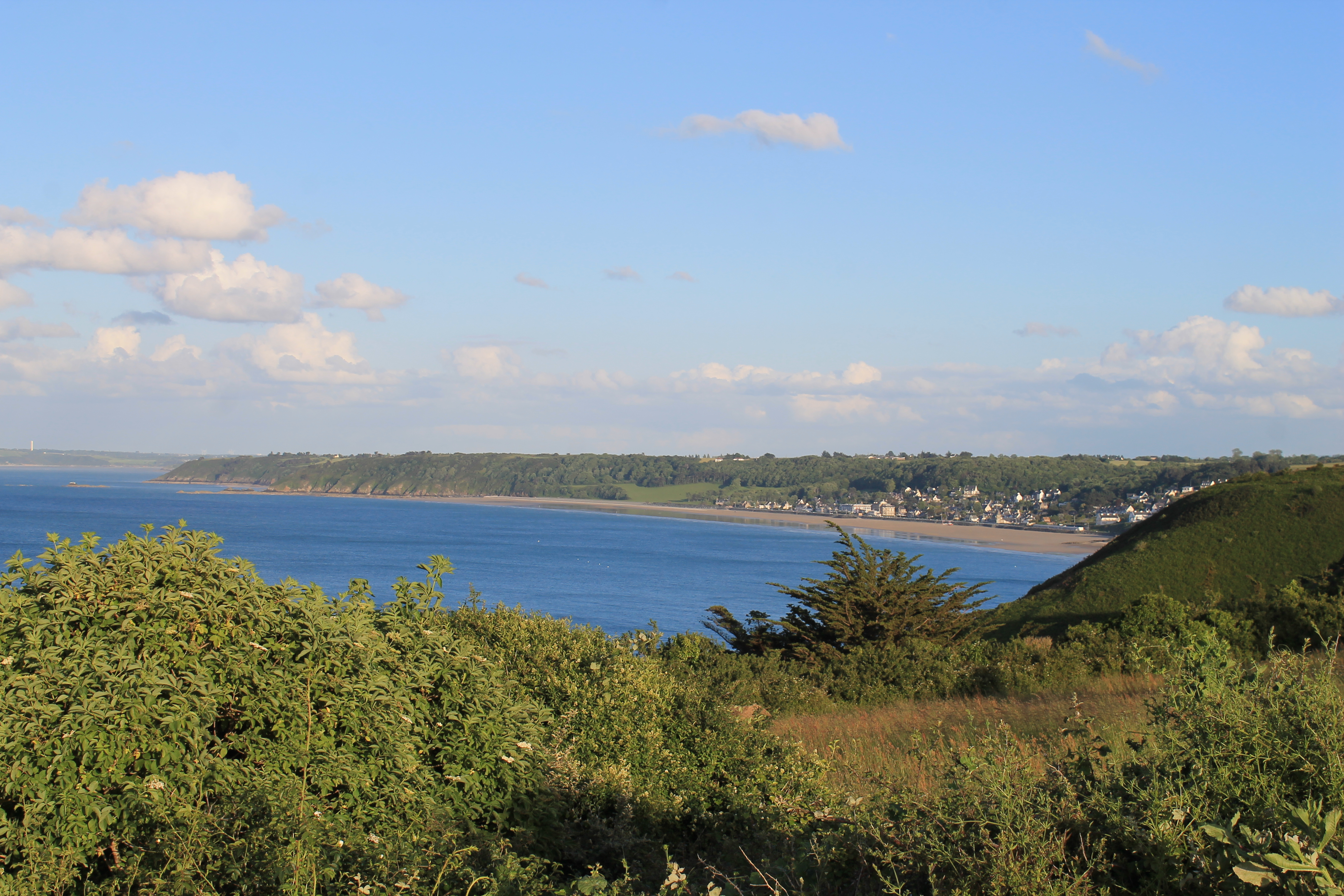

D’une superficie de 2 894 hectares, la commune est située au bord de la Manche, à environ 10 km au nord-ouest de la ville de Saint-Brieuc.
Avec une altitude moyenne d’environ 100 m, elle occupe une partie du plateau qui entoure la baie de Saint-Brieuc.
Ce plateau est entaillé par des vallées profondes, dont plusieurs délimitent le territoire de la commune (Parfond de Gouët, Rodo, Ic, ruisseau du Vau Madec).
Sur sa façade maritime, il est bordé par une côte à falaises qui laisse de temps à autre la place à de petites plages, (Tournemine, Petit Havre) ou à des grèves de galets (Barillet, Port Jéhan).

### Climat
Le climat de Pordic est identique de celui de la ville de Saint-Brieuc. Voir : Climat Saint-Brieuc.

### Communes limitrophes
| Lantic    | Binic-Étables-sur-Mer |        |
| Trégomeur | Pordic                |        |
| Plélo     | Trémuson              | Plérin |

### Voies de communication et transports
Pordic est reliée au reste de l'agglomération du lundi au samedi grâce aux lignes 40 (pour la commune déléguée de Tréméloir) et 10 des Transports urbains briochins (TUB).

## Urbanisme

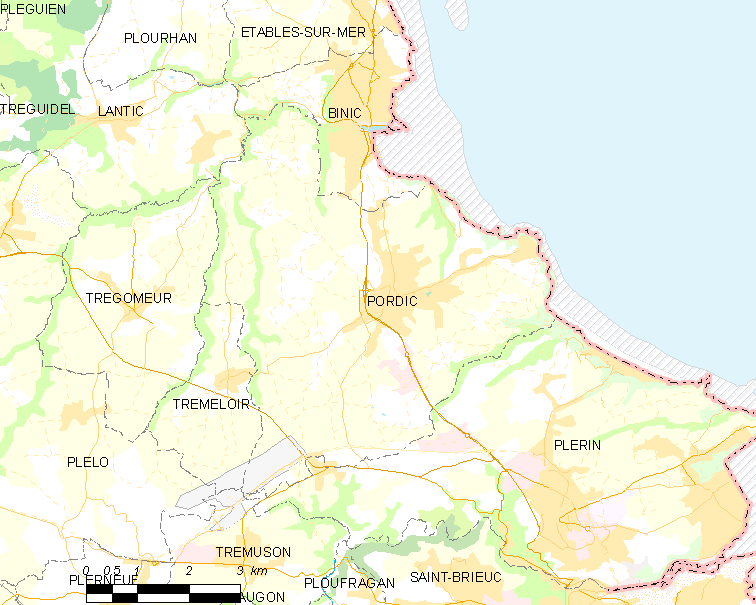
Carte de la commune

### Morphologie urbaine
La commune est constituée du bourg qui regroupe au centre la majeure partie de la population, et plusieurs hameaux dispersés dans la campagne.

## Toponymie
Le nom de Pordic vient du port situé à l’embouchure de l’Ic (« port d’Ic ») qui faisait partie autrefois du territoire pordicais. Il dépend aujourd’hui de celui de Binic, commune créée au début du xixe siècle par démembrement partiel de celles d’Étables-sur-Mer et Pordic.

## Histoire

### Préhistoire
Le territoire de Pordic a été occupé dès le Néolithique, mais les mégalithes érigés sur la commune ont été détruits au XIXe siècle.
La période gallo-romaine y a laissé un certain nombre de traces, notamment les ruines du Camp des Bernains, situées à proximité du village de Quéré. Ce camp faisait vraisemblablement partie d’un ensemble défensif plus complet comprenant aussi celui de la ville Oria en Trégomeur et du Rocher-Collet en Lantic.

### Moyen Âge
La paroisse de Pordic a été créée au haut Haut Moyen Âge par démembrement de la paroisse primitive de Plérin. Elle comprenait  aussi à l’époque le territoire de Tréméloir.
La première mention qui a été conservée de son nom date de 1160, à l’occasion d’une donation à l’abbaye Sainte Croix de Guingamp.
possession de Conan, fils cadet du comte de Penthièvre ; la paroisse a été attribuée en donation à l’abbaye de Beauport (près de Paimpol) lors de la création de cette abbaye, en 1202, par Alain, son frère aîné.
De cette date jusqu’à la Révolution, la paroisse de Pordic dépendra d’ailleurs de l’abbaye de Beauport.
Elle a traversé les diverses vicissitudes de l’histoire de la Bretagne mais en a gardé peu de traces ; même le donjon fortifié construit au XVIe siècle à la Côte de Courbiot pendant la guerre de la Ligue, a été détruit depuis.

### Époque moderne
Sous l'Ancien Régime, Pordic était une paroisse appartenant à l'évêché de Saint-Brieuc et au comté du Goëlo.
En 1665 Charles Colbert de Croissy écrit que « le lieu de Pordicq (Pordic) est gardé par la paroisse de Pordicq de quatre gardes de cent hommes chacune, celle de Plerneut (Plerneuf) une de cent hommes, celle de Saint-Donnant (Saint-Donan) deux de cent hommes chacune, celle de Tremusson (Trémuson)  une autre de pareil nombre ».

### Révolution française
Pordic a élu sa première municipalité en 1790.

### LeXIXesiècle
En 1836, la commune a été amputée d’une partie de son territoire située sur la rive droite de l’Ic, attribuée à Binic dont la commune venait d’être créée quelques années auparavant (1821) par démembrement de celle d’Etables-sur-Mer.
Au XIXe siècle et pendant la première partie du XXe siècle, la commune de Pordic apparaissait comme une commune rurale traditionnelle avec cependant une activité maritime importante liée à la pêche côtière traditionnelle (Petit Havre), et surtout aux emplois fournis par la grande pêche à la morue (Binic, Saint-Quay-Portrieux et Paimpol) ainsi qu’à des activités annexes, comme des corderies.

### LeXXesiècle

#### Les guerres duXXesiècle
Le monument aux morts de Pordic porte les noms de 180 soldats morts pour la Patrie :
- 139 sont morts durant la Première Guerre mondiale .
- 34 sont morts durant la Seconde Guerre mondiale .
- 2 sont morts durant la Guerre d'Algérie.
- 5 sont morts durant la Guerre d'Indochine.
- 2 sont morts pendant la Guerre d'Algérie[2].

#### La Seconde Guerre mondiale

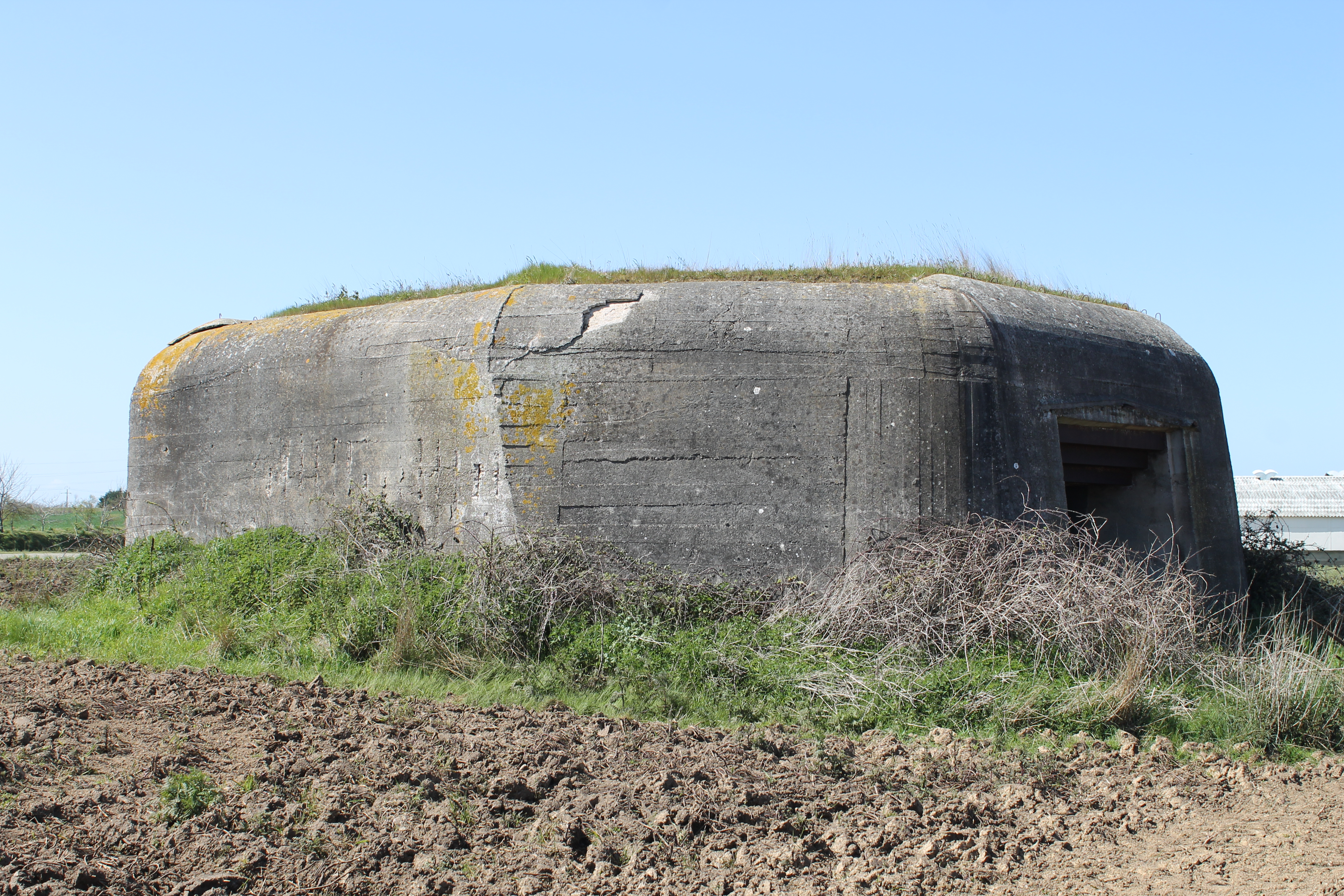
Bunker de la batterie d'artillerie.

Durant la Seconde Guerre mondiale , les Allemands installèrent quatre bunkers entre les hameaux du Vaudic et de Bourgneuf. Ils avaient pour objectif de protéger le port de Binic situé à deux kilomètres, ainsi que la pointe de Pordic, à 4 et 6 km, à l'Ouest de la plage des Rosaires.
Les allemands avaient également conçus un faux aérodrome avec des avions en bois, dans le secteur de la Croix Guinguard. Un bunker a aussi été construit.

### LeXXIesiècle

#### La fusion avec Tréméloir
Le 1er janvier 2016, Pordic fusionne avec sa voisine Tréméloir pour créer la nouvelle commune Pordic dont elle est une commune déléguée,.

## Politique et administration

### Liste des maires
La commune de Pordic  fait partie du canton de Plérin qui comprend les communes de Plérin, Pordic et Trémuson.
Depuis le développement de l’intercommunalité  autour de Saint-Brieuc, Pordic adhère aux  diverses structures intercommunales qui se sont succédé pour organiser ce territoire :
- charte intercommunale en décembre 1988 ;
- district urbain en décembre 1991 ;
- communauté d'agglomérations en octobre 1999.

Par délibération du 26 février 2009, cette communauté qui comprend 14 communes et compte un peu plus de 115 000 habitants est désormais dénommée Saint Brieuc Agglomération Baie d’Armor.
| Période                                  | Période                   | Identité                    | Étiquette       | Qualité |
| ---------------------------------------- | ------------------------- | --------------------------- | --------------- | --- |
| Les données manquantes sont à compléter. |                           |                             |                 | |
| 1793                                     | 1808                      | Julien Minier               |                 | |
| 1808                                     | 1831                      | Louis Guibert               |                 | |
| 1831                                     | 1832                      | Jean-René Bougonnière       |                 | |
| 1832                                     | 1834                      | Jean-Louis Duchesne         |                 | |
| 1834                                     | 1853                      | Louis Guibert               |                 | |
| 1854                                     | 1860                      | Jean-Marie Corbel           |                 | |
| 1860                                     | 1875                      | Alexandre Ruellan           |                 | |
| 1875                                     | 1890                      | Émile Blaize de Maisonneuve |                 | |
| 1890                                     | 1891                      | Louis-Raimont Hautertre     |                 | |
| 1892                                     | 1896                      | Alexandre Ruellan           |                 | |
| 1896                                     | 1903                      | Louis Blaize de Maisonneuve |                 | |
| 1903                                     | 1904                      | Alexandre Ruellan           |                 | |
| 1904                                     | 1909                      | Louis Blaize de Maisonneuve |                 | |
| 1909                                     | 1929                      | René Paturel                |                 | |
| 1929                                     | 1935                      | Jean Épivent                |                 | |
| 1935                                     | 1944                      | René Paturel                |                 | |
| 1944                                     | 1947                      | Jean Andouard               |                 | |
| 1947                                     | janvier 1969 (démission)  | Gabriel Guégan              | MRP             | Agriculteur, maire honoraire                                                                                |
| février 1969                             | mars 1971                 | Louis Auffray               | DVD             | Enseignant, ancien adjoint                                                                                  |
| mars 1971                                | décembre 1975 (démission) | Jean Trévily                | SE              | Retraité de la Marine                                                                                       |
| décembre 1975                            | janvier 1976              | Jean Rault                  | SE              | Cultivateur, adjoint au maire Maire par intérim                                                             |
| janvier 1976                             | 15 mars 1983              | Théophile Minier            | SE              | Frigoriste                                                                                                  |
| 15 mars 1983                             | 25 juin 1995              | Louis Auffray               | DVD puis UDF-FD | Enseignant à la Chambre des Métiers retraité Conseiller général du canton de Plérin (1985 → 1998)           |
| 25 juin 1995                             | 25 mars 2001              | André Guédé                 | DVG             | Professeur d'anglais retraité Vice-président de la CABRI Président de l'Agence de développement du tourisme |
| 25 mars 2001                             | 17 mars 2008              | Guy Fonteix                 | DVD             | Ingénieur retraité                                                                                          |
| 17 mars 2008                             | 28 mars 2014              | Gilbert Gaspaillard         | PS              | Retraité |
| 28 mars 2014                             | 31 décembre 2015          | Maurice Battas              | DVD             | Retraité |

| Période          | Période  | Identité       | Étiquette | Qualité  |
| ---------------- | -------- | -------------- | --------- | -------- |
| 1er janvier 2016 | En cours | Maurice Battas | DVD       | Retraité |

### Jumelage
- Hayle (Cornouailles)

## Démographie
Ses habitants sont appelés les Pordicais.
L'évolution du nombre d'habitants est connue à travers les recensements de la population effectués dans la commune depuis 1793. À partir du 1er janvier 2009, les populations légales des communes sont publiées annuellement dans le cadre d'un recensement qui repose désormais sur une collecte d'information annuelle, concernant successivement tous les territoires communaux au cours d'une période de cinq ans. 
Pour les communes de moins de 10 000 habitants, une enquête de recensement portant sur toute la population est réalisée tous les cinq ans, les populations légales des années intermédiaires étant quant à elles estimées par interpolation ou extrapolation. Pour la commune, le premier recensement exhaustif entrant dans le cadre du nouveau dispositif a été réalisé en 2008,.
En 2013, la commune comptait 6 088 habitants, en évolution de +6,12 % par rapport à 2008 (Côtes-d'Armor : +1,68 %, France hors Mayotte : +2,49 %).
| 1793  | 1800  | 1806  | 1821  | 1831  | 1836  | 1841  | 1846  | 1851  |
| ----- | ----- | ----- | ----- | ----- | ----- | ----- | ----- | ----- |
| 3 999 | 3 999 | 3 962 | 4 030 | 4 450 | 4 290 | 4 394 | 4 669 | 4 980 |

| 1856  | 1861  | 1866  | 1872  | 1876  | 1881  | 1886  | 1891  | 1896  |
| ----- | ----- | ----- | ----- | ----- | ----- | ----- | ----- | ----- |
| 4 709 | 4 992 | 4 917 | 4 028 | 3 815 | 4 610 | 4 447 | 4 410 | 4 442 |

| 1901  | 1906  | 1911  | 1921  | 1926  | 1931  | 1936  | 1946  | 1954  |
| ----- | ----- | ----- | ----- | ----- | ----- | ----- | ----- | ----- |
| 3 661 | 3 701 | 3 779 | 3 440 | 3 205 | 3 023 | 2 905 | 2 854 | 2 974 |

| 1962  | 1968  | 1975  | 1982  | 1990  | 1999  | 2008  | 2013  | - |
| ----- | ----- | ----- | ----- | ----- | ----- | ----- | ----- | - |
| 3 043 | 2 957 | 3 343 | 4 288 | 4 635 | 5 176 | 5 737 | 6 088 | - |

## Économie

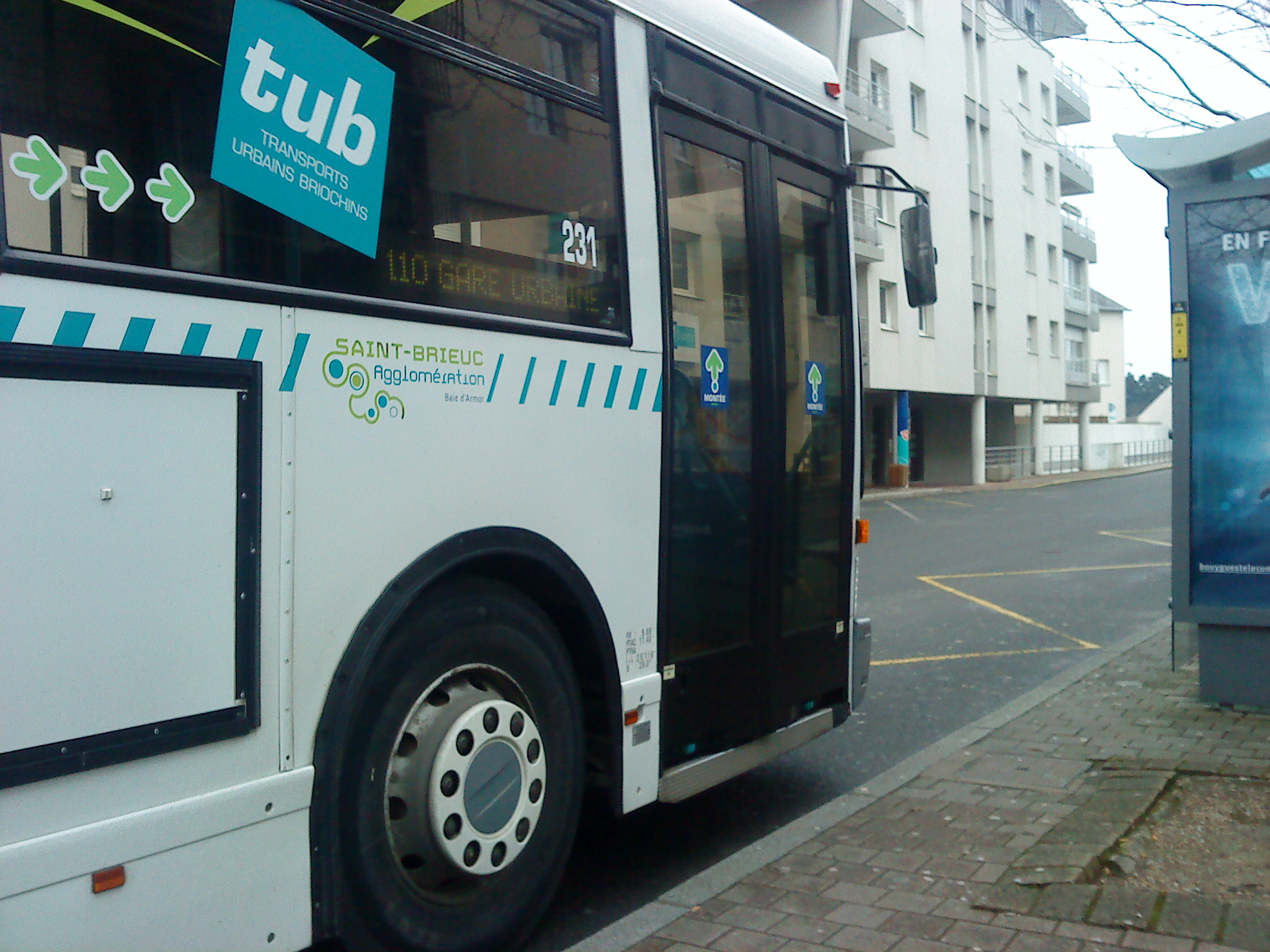

## Culture locale et patrimoine

### Lieux et monuments

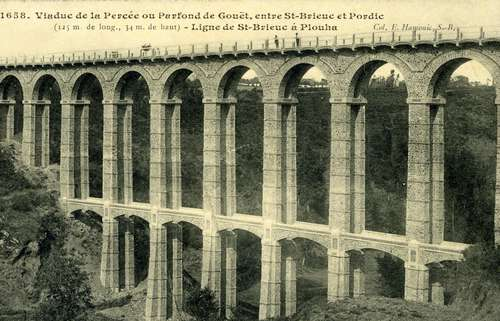
Viaduc du Parfond.

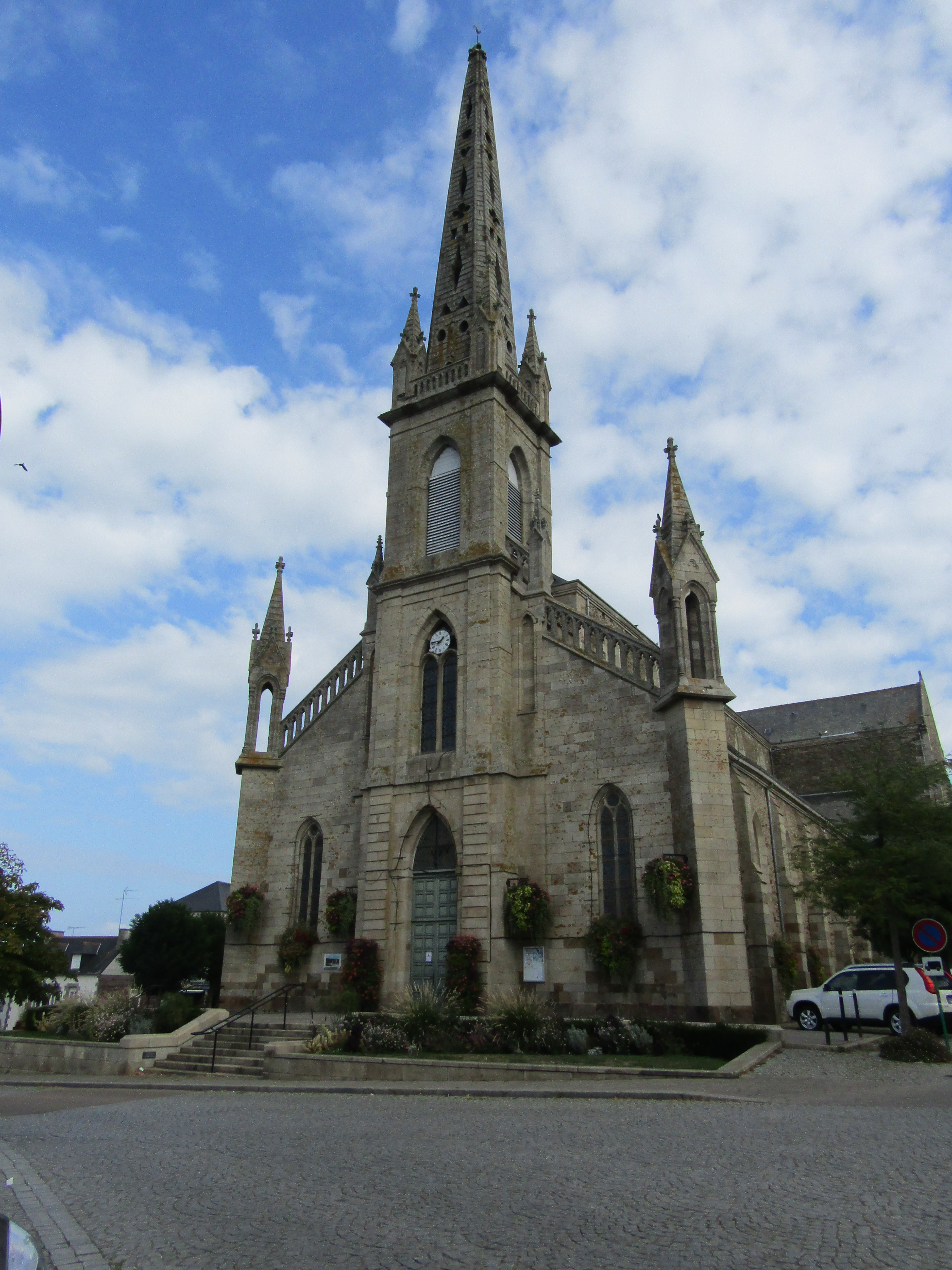
L'église Saint-Pierre.

La commune possède plusieurs monuments intéressants notamment :
- la chapelle du Vaudic : fin du XIVe siècle et XVIIe siècle ;
- le manoir du Pré-Créhant : XVIe siècle ;
- les vestiges du corps de garde : à la pointe de Pordic ;
- le viaduc du Parfond du Gouët : (vallée du parfond du Gouet), témoin de la voie ferrée Saint Brieuc - Paimpol, construit par Louis Harel de la Noë ;
- l'église Saint-Pierre qui est l'église paroissiale. Elle a été construite en 1853, à l'emplacement d'une église du XVIIIe siècle (détruite en 1836), en réemployant les matériaux de construction de celle-ci[18]. Les plans ont été réalisés par l'abbé Renaut et Pierre Chevreau[19],[20].
- la villa de la Ville-Evêque
- la croix celtique de Massignon
- la chapelle Notre-Dame-de-la-Garde

### Patrimoine naturel
Commune côtière, Pordic bénéficie du caractère sauvage de sa côte à falaises. Longée par le sentier des douaniers celle-ci offre des vues sur l’ensemble de la baie de St-Brieuc, de Paimpol au cap Fréhel. La commune est parcourue par un réseau de sentiers balisés de grande et petite randonnée régulièrement entretenu.

### Personnalités liées à la commune
Plusieurs personnages célèbres sont liés à Pordic dont :
- Louis Félix Conen de Prépean (1777-1837), né à Pordic qui peut être considéré comme l’un des fondateurs de la sténographie.
- L'abbé Perrot (vers 1800 - après 1870) écrivit la Grève de Pordic ou la Pordicane (1872).
- Louis-Marie Épivent (1805-1876) né à Pordic, prélat catholique, évêque d’Aire de 1859 à sa mort.
- Jean Épivent (1877-1939), homme politique, né et mort à Pordic.
- Ferdinand Massignon, dit Pierre Roche (1855-1922), sculpteur lié à Auguste Rodin qui fit bâtir Le manoir de la Ville Évêque, conçu par l'architecte Jean-Marius Girard, où il résidait une partie de l’année. Il est également le sculpteur du monument aux morts de Pordic.
- Louis Massignon (1883-1962), fils de Ferdinand Massignon, spécialiste des civilisations arabo-islamiques, professeur au Collège de France. Fondateur du Pardon « islamo-chrétien » des Sept Dormants d’Ephèse à Vieux Marché, près de Lannion.
- Sébastien Hinault, originaire de Pordic, il a plusieurs fois participé au Tour de France.

### Logotype
La commune ne possède pas de blason. Cependant, elle possède un logo.